# محمد الأصغر بن علي بن أبي طالب
محمد الأصغر بن علي هو أحد أبناء علي بن أبي طالب. وقد وردت روايات مختلفة في اسم أمه، مثل ليلى بنت مسعود، وأمامة بنت أبي العاص، وورهاء، وأسماء بنت عميس. مع أن بعض المصادر لم تذكر حضوره في كربلاء، بل تشك في ذلك، إلا أن هناك مصادر كثيرة تعتبره من شهداء كربلاء، واسمه مقرون بالشهادة في المصادر الشيعية والسنية.
كان من أولاد علي ويسمى محمد الأصغر وكان أصغر من محمد بن الحنفية. خاض محمد بن علي حربًا شرسة مع أعداء أخيه (الحسين)، وقتل العديد من طليعة الكوفة من جيش عمر بن سعد. فقتله رجل من بني أبان بن دارم. اسم محمد بن علي موجود في زيارة الناحية المقدسة، وقد خاطبه وسلم عليه محمد المهدي.